# Sorbus umbellata
Sorbus umbellata är en rosväxtart. Sorbus umbellata ingår i släktet oxlar, och familjen rosväxter.

## Underarter
Arten delas in i följande underarter:
- S. u. baldaccii
- S. u. banatica
- S. u. flabellifolia
- S. u. koevessii
- S. u. umbellata
- S. u. orbiculata

## Bildgalleri

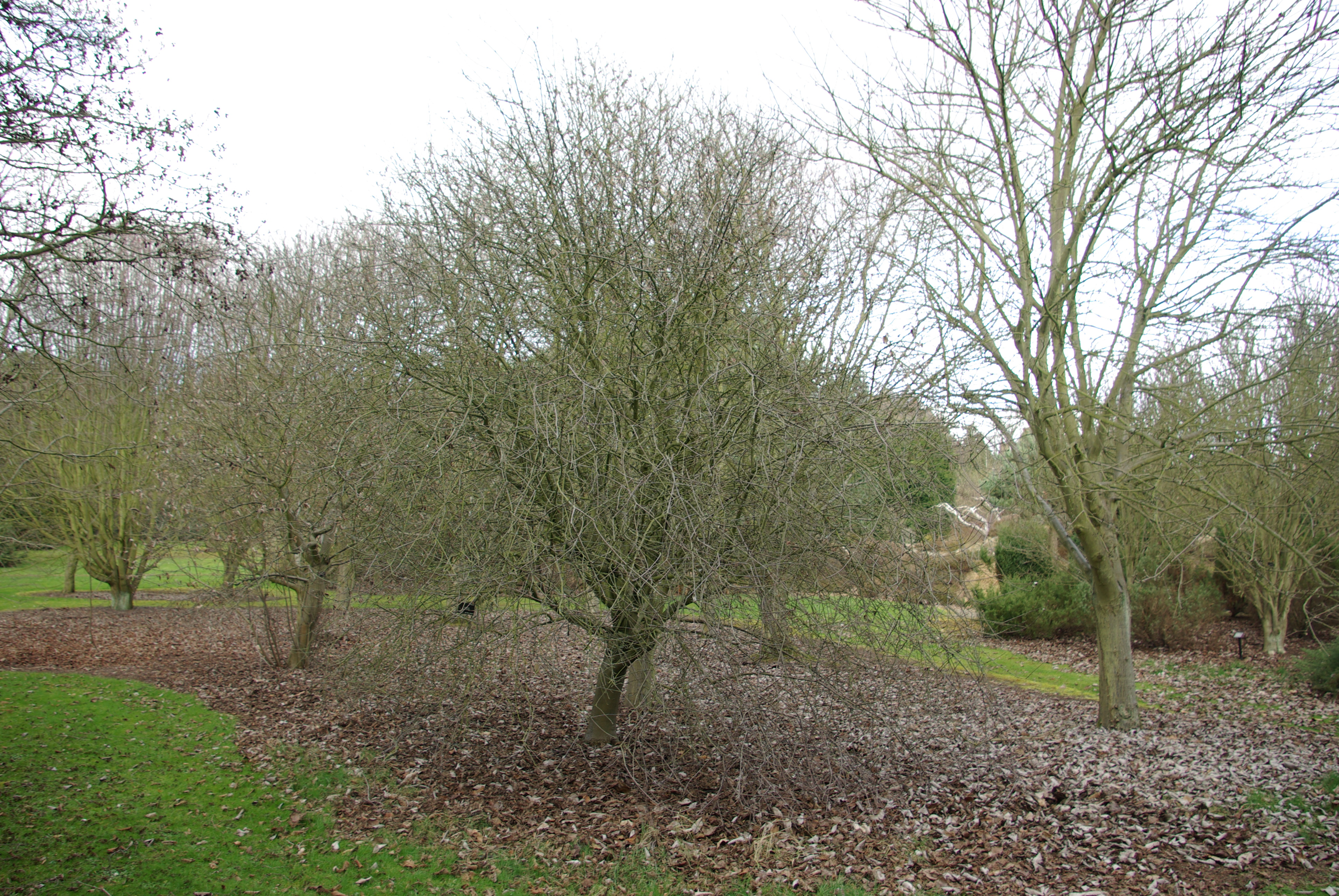